# Marie Kahle (Lehrerin)

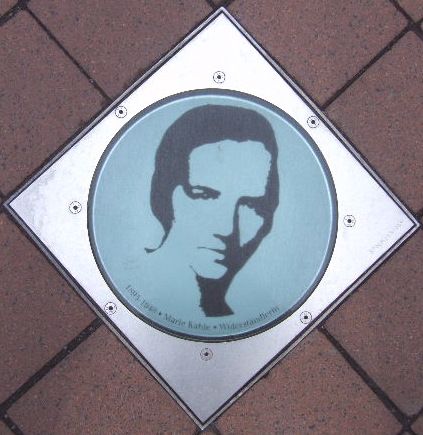
Abbildung Marie Kahles im Bonner Walk of Fame

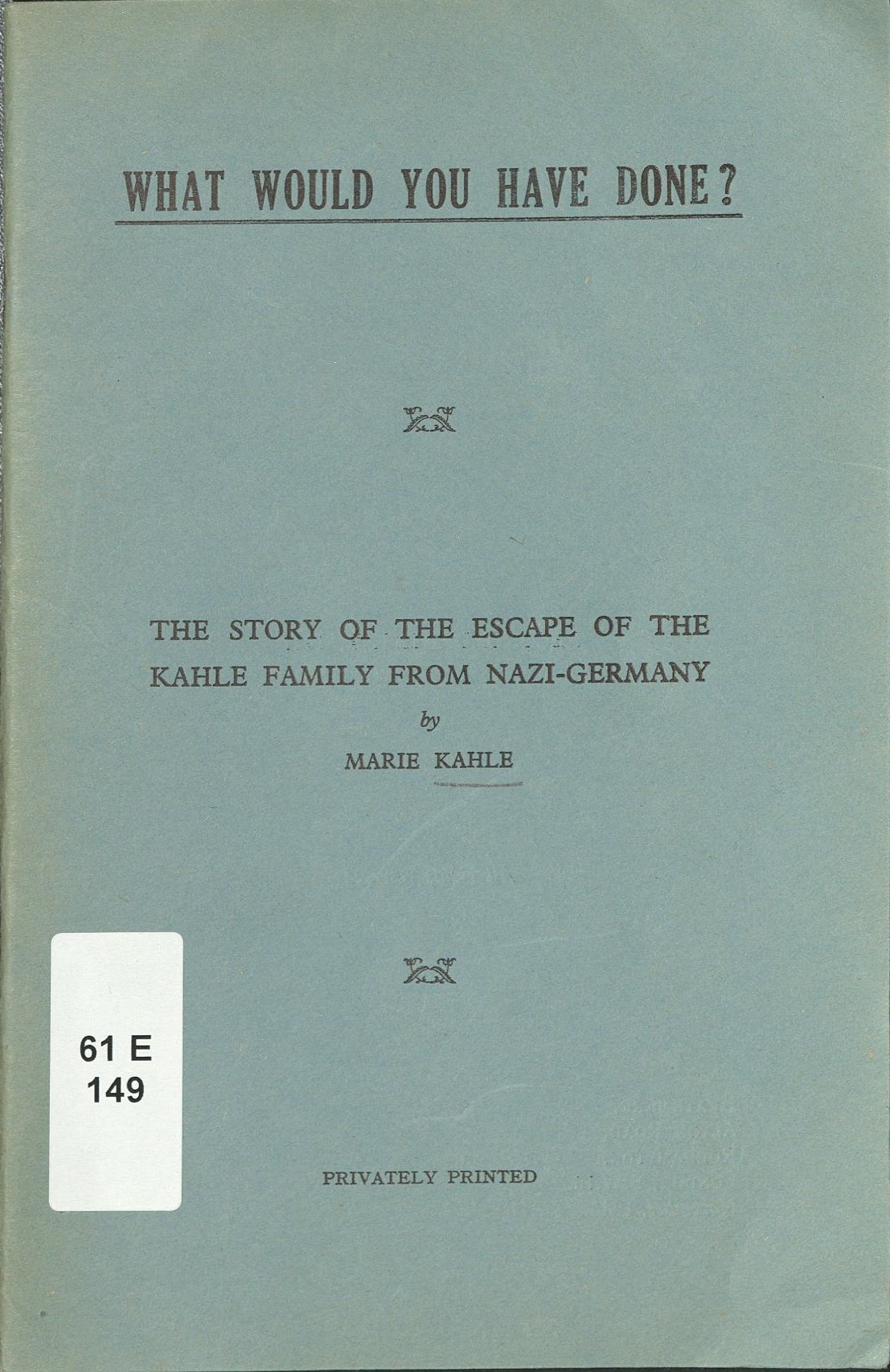
What would you have done? (1945)

Marie Pauline Emilie Kahle, gebürtige Gisevius (* 6. Mai 1893 in Dahme; † 18. Dezember 1948 in Wadhurst) war eine deutsche Lehrerin und Ehefrau des Orientalisten Paul Kahle. Wegen ihrer Hilfe für jüdische Mitbürger zur Zeit des Nationalsozialismus wurde sie verfolgt. Ihre Erlebnisse in dieser Zeit veröffentlichte sie 1945 in einem Bericht unter dem Titel What would you have done?.

## Biographie

### Familie und Ausbildung
Marie Gisevius war die dritte Tochter des Agrarökonomen Paul Timotheus Gisevius (1858–1935) und dessen erster Ehefrau Marie (1860–1920), geborene Stolzmann. Die Familie entstammte dem polnischen Adel und war begütert. 1912 absolvierte sie am Oberlyzeum in Breslau ihr Abitur und erlangte im Jahr darauf die Lehrerlaubnis für Höhere Töchterschulen. Nach bestandener Prüfung kehrte sie aus Breslau nach Gießen zurück, wo ihre Eltern lebten, und unterrichtete nach Ausbruch des Ersten Weltkrieges an der dortigen Stadtmädchenschule. Gleichzeitig schrieb sie sich an der Universität Gießen für die Fächer Landwirtschaft und Neuere Philologie ein, blieb bis 1918 immatrikuliert, beendete das Studium jedoch nicht. Anfang des Jahres 1917 lernte sie den 18 Jahre älteren Orientalisten Paul Kahle kennen, einen Kollegen ihres Vaters. Das Paar heiratete am 8. April desselben Jahres und bekam in den folgenden zehn Jahren sieben Söhne, von denen zwei als Kleinkinder starben. 1923 zog die Familie nach Bonn, nachdem Paul Kahle zum 1. Oktober 1923 zum Direktor des Orientalischen Seminars der Universität Bonn berufen worden war.

### In der Zeit des Nationalsozialismus
Während Paul Kahle eher dem Typus eines weltabgewandten Gelehrten entsprach, setzte sich Marie Kahle schon früh mit dem aufkommenden Nationalsozialismus auseinander, indem sie etwa die entsprechenden Schriften las und sich mit Kollegen ihres Mannes politisch austauschte. Sie sah eine dramatische politische Entwicklung voraus und brachte schon ab 1928 die Möglichkeit einer Auswanderung der Familie ins Gespräch.
Nach der „Machtergreifung“ 1933 stand Marie Kahle mehrfach jüdischen Mitbürgern bei. So verbarg sie einen jüdischen Studenten sowie den Bonner Geographen Alfred Philippson und dessen Ehefrau in ihrem Haus Kaiserstr. 61. Am 1. April 1933, dem Tag des „Judenboykotts“, betrat sie demonstrativ die Praxis eines jüdischen Arztes. Zudem weigerte sie sich, ihre fünf Söhne in der Hitlerjugend anzumelden, die schließlich nur eine Privatschule besuchen konnten. Im selben Jahr wurde sie von ihrem Dienstmädchen denunziert, sie habe Hitler einen „Pinselquetscher“ und Goebbels ein „Ohrfeigengesicht“ genannt. Das gegen sie eingeleitete Verfahren wurde jedoch eingestellt, da es keine weiteren Zeugen für diese Äußerungen gab. Sie und ihre Familie blieben zunächst weiterhin unbehelligt. 1936 trat Marie Kahle zum katholischen Glauben über (ihr Mann war ein ehemaliger protestantischer Pfarrer).
Am 10. November 1938, in der Reichspogromnacht, schickte Marie Kahle ihre drei ältesten Söhne zu jüdischen Freunden, damit diese deren Wertsachen in Verwahrung nehmen sollten. Auch in den kommenden Tagen besuchten die Söhne jüdische Mitbürger, um ihnen beim Aufräumen und der Instandsetzung ihrer zerstörten Geschäfte und Räumlichkeiten zu helfen. Auch das Miederwarengeschäft von Emilie Goldstein, einer Nachbarin der Kahles, wurde verwüstet. Als Marie Kahle zusammen mit ihrem Sohn Wilhelm der Frau beim Aufräumen des Geschäfts half, nahm ein Polizist ihre Personalien auf und meldete den Vorfall. Eine Woche später, am 17. November 1938, erschien im NSDAP-Blatt Westdeutscher Beobachter ein Hetzartikel mit der Überschrift „Das ist Verrat am Volke / Frau Kahle und ihr Sohn halfen der Jüdin Goldstein bei Aufräumarbeiten“, worauf die Familienmitglieder zahlreichen Repressalien – Schmierereien auf der Straße vor ihrem Haus, Drohanrufen und Prangerplakaten – ausgesetzt waren. Wilhelm Kahle, der Musikwissenschaft studierte, wurde von der Uni Bonn verwiesen und das absolvierte Semester nicht angerechnet, da sein Verhalten „verwerflich“ gewesen sei. Daraufhin suchte Marie Kahle mit ihrem jüngsten Sohn Ernst zeitweilig Zuflucht im Kloster Maria-Hilf in Bonn-Endenich. In dieser Zeit war der Professorenkollege ihres Mannes, Arnold Rademacher, eine große seelische Unterstützung für die Familie.
Ein Bekannter der Familie, der Nervenarzt Eduard Aigner, der auch Schulungsleiter der NSDAP war, legte Marie Kahle nahe, durch einen Selbstmord ihre Familie vor Verfolgung und Inhaftierung zu retten, und versorgte sie zu diesem Zwecke mit einem Schlafmittel. Er stellt die bisherigen Einbruchsversuche, Einschüchterungen und Angriffe als Teil eines inoffiziellen, aber koordinierten ablaufenden Planes von SA und SS dar mit dem Ziel, Kahle in den Zusammenbruch zu treiben. Ihr ältester Sohn Wilhelm werde mit ihr zusammen inhaftiert, die jüngeren Söhne würden zu Nationalsozialisten erzogen, so Aigner. Der Pallottiner-Pater Josef Kentenich aber riet ihr, die Flucht ihrer Familie aus Deutschland vorzubereiten.
Am 19. November 1938 wurde Paul Kahle jede weitere Tätigkeit an der Uni Bonn untersagt, nicht einmal das Betreten der Bibliothek war ihm erlaubt sowie die weitere Teilnahme an einem Gelehrtenzirkel, dem Bonner Geisterklub. Er konnte aber erreichen, dass er mit 63 Jahren vorzeitig in Ruhestand versetzt wurde.
Im März 1939 gelang es Marie Kahle, mit ihrem Sohn Wilhelm über Holland nach London zu reisen. Paul Kahle wollte den Ernst der Situation nicht erkennen und verlangte von seiner Frau, sie solle nach Deutschland zurückkehren, dann folgte er ihr nach Brüssel, wo sie sich aufhielt. Er bestand zunächst darauf, nach Bonn zurückzukehren, um seine Angelegenheiten zu ordnen und seine Besitztümer und Bücher in sichere Verwahrung zu geben. Erst nachdem seine Frau mit Scheidung oder Selbstmord gedroht hatte, kamen die Söhne unter dramatischen Bedingungen nach Brüssel, und die Familie reiste gemeinsam nach England. Dort erlitt Marie Kahle einen gesundheitlichen Zusammenbruch. Im Mai 1941 wurde allen Familienangehörigen die deutsche Staatsbürgerschaft aberkannt. Marie Kahles Familie wandte sich von ihr ab, ihre Stiefmutter verbot ihr, jemals wieder das Haus der Familie in Gießen zu betreten.
In England wurden die drei älteren Söhne von Marie Kahle als „Enemy Aliens“ interniert; nach Monaten erfuhren die Eltern, dass diese nach Kanada gebracht worden waren. Im Frühjahr 1941 durften die Söhne jedoch nach England zurückkehren. Marie Kahles größte Befürchtung war, erneut heimatlos zu werden, und aus Angst vor deutscher Verfolgung hatte sie bis Kriegsende stets ein Beil neben dem Bett stehen. Tatsächlich gab es im August 1939 offenbar einen Versuch, Paul Kahle unter einem Vorwand in die deutsche Botschaft in London zu locken.

### „Was hätten Sie getan?“
Kahle schrieb 1941 einen Bericht über ihre Erlebnisse in Bonn und die Flucht ihrer Familie, er wurde ins Englische übersetzt und zunächst von den Familienmitgliedern in Schreibmaschinenabschriften verteilt. 1945 ließ sie den Bericht unter dem Titel What would you have done? in London drucken. Ihr Sohn Hans Hermann Kahle und Wilhelm Bleek sorgten 1998 für eine Veröffentlichung des deutschen Originals im Bonner Verlag Bouvier. Im zweiten Teil des Buches erschien 1998 Paul Kahles Bericht über die Entwicklung der Universität Bonn zwischen 1923 und 1939.
Marie Kahle starb 1948 im Alter von 55 Jahren. Ihr früher Tod war Folge des Raynaud-Syndroms.
„Über allen Schwierigkeiten stand jedoch die große Befriedigung, die Söhne vor dem Zugriff des NS-Regimes, vor ideologischer Vereinnahmung, Kriegsdienst, Lagerhaft und Tod gerettet zu haben, die sich Marie Kahle in schwierigen Zeiten immer wieder vor Augen führte.“

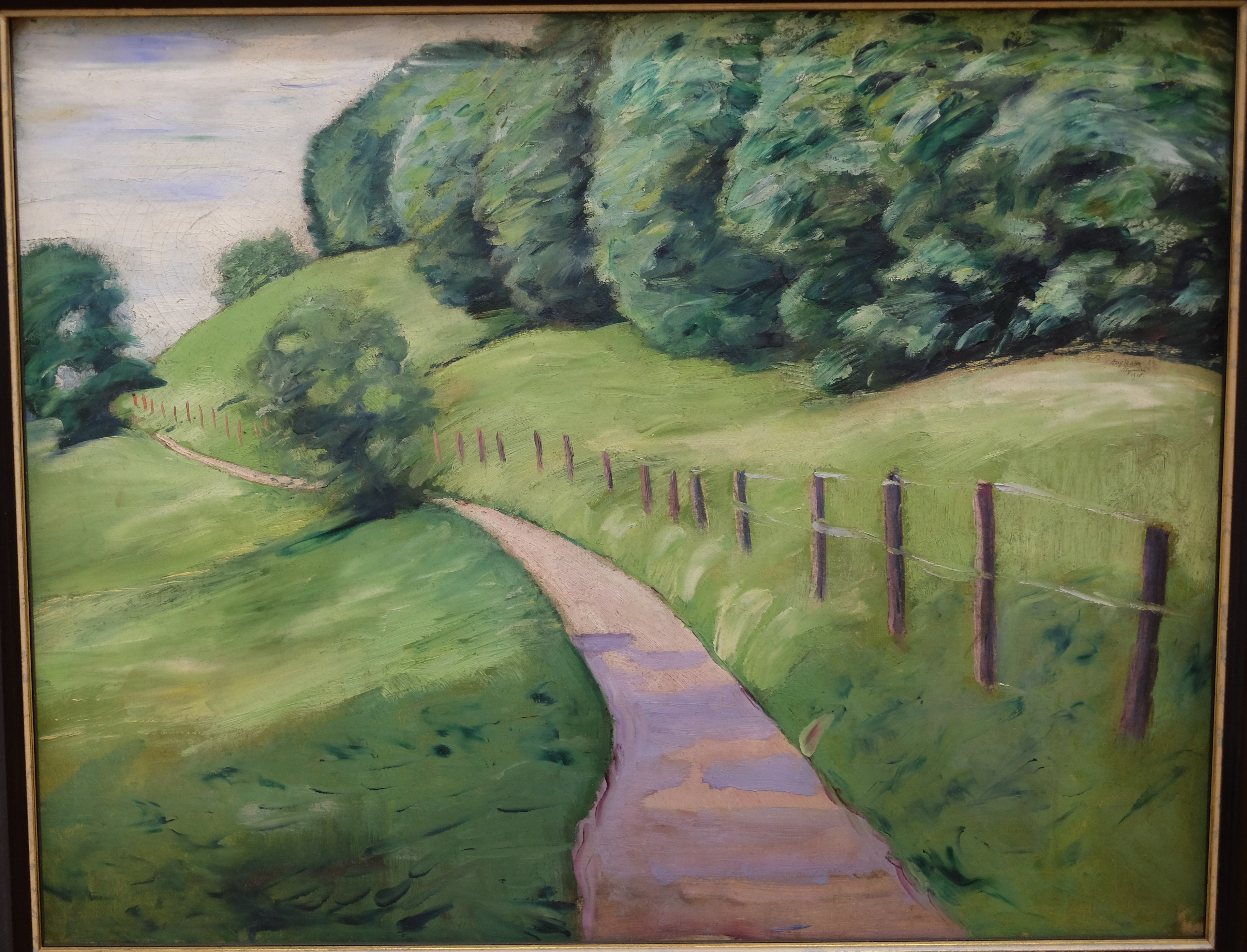
Mackes Waldrand (1910)

Marie Kahles Hilfe für jüdische Bonner kam 2002 im Zusammenhang mit einem Bild von August Macke nochmal ans Licht der Öffentlichkeit: Mackes Bild Waldrand war 1991 von einem Passanten im Sperrmüll vor dem ehemaligen Bonner Haus der Kahles gefunden worden, und die Erben des früheren Besitzers des Bildes forderten nun die Herausgabe. Auch nachdem das enteignete Bonner Haus der Kahles von den NS-Behörden weiterverkauft worden war, hatte das Bild jahrelang im Kinderzimmer der neuen Hausbesitzer gehangen. Diesen war der Wert des Gemäldes unbekannt gewesen, als sie es 1991 entsorgten. Marie Kahles Sohn John H. Kahle gab an, dieses Bild sei Marie Kahle von einem dankbaren jüdischen Nachbarn geschenkt worden. Das Bild befindet sich als Dauerleihgabe im Kunstmuseum Bonn.

## Ehrung durch die Stadt Bonn
Eine Straße im Bonner Bundesviertel trägt heute den Namen „Marie-Kahle-Allee“. Ursprünglich gab es den Vorschlag, die 1938 nach Walter Flex benannte Straße nach Marie Kahle umzubenennen. Das wurde von der Stadt abgelehnt. Dann wurde eine abgelegene Straße in einer Siedlung in Ückesdorf vorgeschlagen. Das lehnten John H. Kahle, der letzte lebende Sohn Marie Kahles, und seine Frau Sigrid ab. Letztendlich wurde im Jahr 2000 die ehemalige „Trajektstraße“ auf der Rückseite der Bonner Bundeskunsthalle in Marie-Kahle-Allee umbenannt.
Auf Beschluss des Rates der Stadt Bonn ist die vierte Bonner Gesamtschule seit dem Schuljahr 2010/11 nach Marie Kahle benannt.
Marie Kahle gehört zu den Bonner Persönlichkeiten, deren Porträt seit 2005 in der Bonngasse, dem Bonner „Walk of Fame“, eingelassen ist.
Die evangelischen Kirchenkreise Bonn und Bad Godesberg-Voreifel vergeben seit 2018 in drei Kategorien den Marie-Kahle-Preis für erfolgreiche Integrations- und Flüchtlingsarbeit.

## Literatur

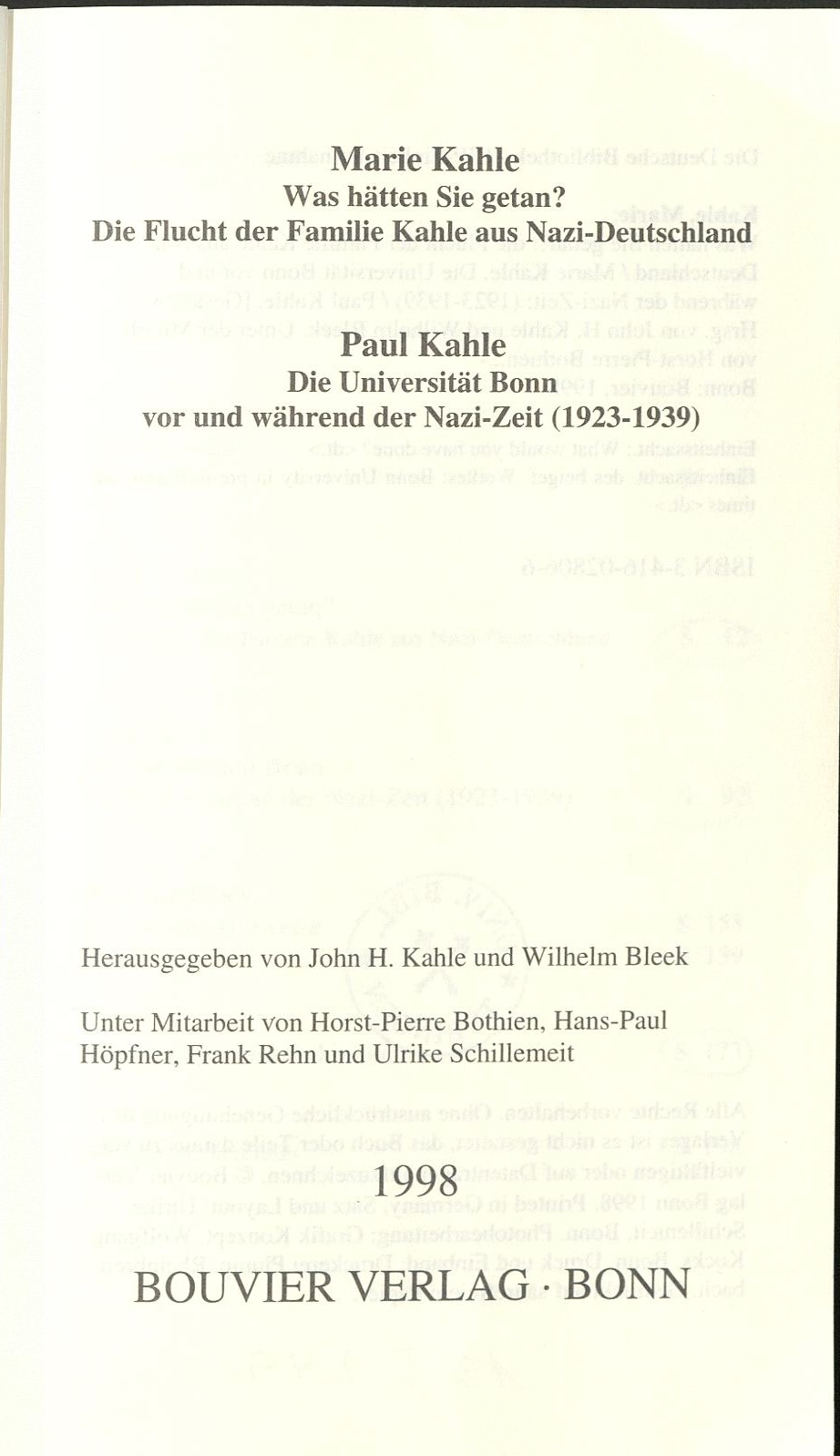
Deutschsprachige Ausgabe (1998)